# 古田県
古田県（こでん-けん）は中華人民共和国福建省に位置する省直轄の県であり、しばらくの間、寧徳市の代理管轄下に置かれている。

## 歴史
741年（開元29年）に侯官県西部を分割し古田県が設置される。

## 行政区画
下部に2街道、8鎮、4郷を管轄する
- 街道
  - 城東街道、城西街道
- 鎮
  - 平湖鎮、大橋鎮、黄田鎮、鶴塘鎮、杉洋鎮、鳳都鎮、水口鎮、大甲鎮
- 郷
  - 吉巷郷、泮洋郷、鳳埔郷、卓洋郷

## 交通

### 鉄道
- 中国国家鉄路集団
  - 合福旅客専用線
    - 古田北駅

  - 峰福線（中国語版）
    - 古田駅

### 道路
- 高速道路
  -  京台高速道路
  -  政永高速道路（中国語版）
- 国道
  - G235国道（中国語版）
  - G316国道（中国語版）